# Olivetti M10
Olivetti M10 (M10) је био преносиви рачунар фирме Оливети (Olivetti) који је почео да се производи у Италији од 1983. године.
Користио је Intel 80c85 CMOS као микропроцесор. RAM меморија рачунара је имала капацитет од 8 kb, до 32 KB. 

## Детаљни подаци
Детаљнији подаци о рачунару M10 су дати у табели испод.
|                       |                                                             |
| [ 1 ]                 |                                                             |
| Произвођач            | Оливети                                                     |
| Тип                   | преносиви рачунар                                           |
| Меморија              | 8 , до 32 KB                                                |
| Поријекло             | Италија                                                     |
| Година                | 1983                                                        |
| Тастатура             | квалитетна QWERTY/AZERTY тастатура са пуним помаком тастера |
| Процесор              |                                                             |
| Фреквенција процесора | 3                                                           |
| RAM                   | 8 , до 32 KB                                                |
| ROM                   | 32 (све до 64 )                                             |
| Текст                 | 40 x 8                                                      |
| Графика               | 240 x 64                                                    |
| Боја                  | Црно и бијело (монитор са текућим кристалом)                |
| Звук                  | уграђени звучник                                            |
| Димензије             | 30 x 22 6 / 1,8                                             |
| Портови               |                                                             |
| Оперативни систем     |                                                             |